# 渚滑岳
渚滑岳（しょこつだけ）は、北海道紋別郡滝上町にある標高1,345mの山。